# Deir Huwayt
Deir Huwayt (tiếng Ả Rập: قصر دير حويت, còn được gọi là Qasr Deir Huwayt) là một ngôi làng Syria nằm trong phó huyện Masyaf thuộc huyện Masyaff, nằm ở phía tây Hama. Theo Cục Thống kê Trung ương Syria (CBS), Deir Huwayt có dân số 1.125 người trong cuộc điều tra dân số năm 2004. Cư dân của nó chủ yếu là Alawites.